# Melay (Saona i Loira)
Melay és un municipi francès, situat al departament de Saona i Loira i a la regió de Borgonya - Franc Comtat. L'any 2007 tenia 844 habitants.

## Demografia

### Població
El 2007 la població de fet de Melay era de 844 persones. Hi havia 363 famílies, de les quals 127 eren unipersonals (45 homes vivint sols i 82 dones vivint soles), 122 parelles sense fills, 98 parelles amb fills i 16 famílies monoparentals amb fills.
La població ha evolucionat segons el següent gràfic:
Habitants censats

### Habitatges
El 2007 hi havia 463 habitatges, 368 eren l'habitatge principal de la família, 47 eren segones residències i 47 estaven desocupats. 445 eren cases i 18 eren apartaments. Dels 368 habitatges principals, 295 estaven ocupats pels seus propietaris, 67 estaven llogats i ocupats pels llogaters i 6 estaven cedits a títol gratuït; 4 tenien una cambra, 21 en tenien dues, 70 en tenien tres, 121 en tenien quatre i 151 en tenien cinc o més. 311 habitatges disposaven pel capbaix d'una plaça de pàrquing. A 170 habitatges hi havia un automòbil i a 139 n'hi havia dos o més.

### Piràmide de població
La piràmide de població per edats i sexe el 2009 era:
| Homes | Edats   | Dones |
| ----- | ------- | ----- |
| 0     | 95 o +  | 0     |
| 0     | 90 a 94 | 0     |
| 8     | 85 a 89 | 24    |
| 8     | 80 a 84 | 16    |
| 36    | 75 a 79 | 60    |
| 12    | 70 a 74 | 24    |
| 24    | 65 a 69 | 8     |
| 16    | 60 a 64 | 28    |
| 16    | 55 a 59 | 8     |
| 20    | 50 a 54 | 16    |
| 28    | 45 a 49 | 36    |
| 44    | 40 a 44 | 28    |
| 24    | 35 a 39 | 36    |
| 28    | 30 a 34 | 20    |
| 20    | 25 a 29 | 8     |
| 8     | 20 a 24 | 8     |
| 20    | 15 a 19 | 24    |
| 56    | 10 a 14 | 40    |
| 16    | 5 a 9   | 24    |
| 20    | 0 a 4   | 12    |

## Economia
El 2007 la població en edat de treballar era de 502 persones, 350 eren actives i 152 eren inactives. De les 350 persones actives 319 estaven ocupades (180 homes i 139 dones) i 30 estaven aturades (10 homes i 20 dones). De les 152 persones inactives 53 estaven jubilades, 59 estaven estudiant i 40 estaven classificades com a «altres inactius».

### Ingressos
El 2009 a Melay hi havia 379 unitats fiscals que integraven 903 persones, la mediana anual d'ingressos fiscals per persona era de 15.019 €.

### Activitats econòmiques
Dels 31 establiments que hi havia el 2007, 2 eren d'empreses alimentàries, 1 d'una empresa de fabricació d'altres productes industrials, 12 d'empreses de construcció, 5 d'empreses de comerç i reparació d'automòbils, 2 d'empreses de transport, 2 d'empreses d'hostatgeria i restauració, 1 d'una empresa immobiliària, 3 d'empreses de serveis, 2 d'entitats de l'administració pública i 1 d'una empresa classificada com a «altres activitats de serveis».
Dels 11 establiments de servei als particulars que hi havia el 2009, 1 era una oficina de correu, 1 taller de reparació d'automòbils i de material agrícola, 2 paletes, 2 fusteries, 3 electricistes, 1 perruqueria i 1 restaurant.
Dels 2 establiments comercials que hi havia el 2009, 1 era una botiga de menys de 120 m² i 1 una botiga de material de revestiment de parets i terra.
L'any 2000 a Melay hi havia 45 explotacions agrícoles que ocupaven un total de 2.464 hectàrees.

## Equipaments sanitaris i escolars
El 2009 hi havia una escola elemental integrada dins d'un grup escolar amb les comunes properes formant una escola dispersa.

## Poblacions properes
El següent diagrama mostra les poblacions més properes.